# Astiages
Astiages (f. 550 a. C.) fue el último rey de Media, hijo de Ciáxares, destronado en el 550 a. C. por el persa Ciro II el Grande.

## Contexto histórico
La mayor información acerca de Astiages (en acadio Ištum egu) la proporciona el historiador griego Heródoto de Halicarnaso, quien vivió en el siglo V a. C., cien años después del reinado de Astiages.
No hay razón para dudar de Heródoto cuando afirma que Astiages era el hijo del rey medo Ciáxares. Sabemos por un texto cuneiforme que el último aún reinaba en el 614 a. C., cuando destruyó el centro religioso asirio Assur. Ciáxares aún vivía en el verano del 585 a. C., cuando firmó un tratado de paz con los lidios, con quienes había estado luchando durante cinco años. Se celebró entonces un matrimonio diplomático para sellar el acuerdo: Arienis, hija del rey lidio Aliates y hermana del futuro rey Creso, se casó con el príncipe de la corona meda Astiages.
Arienis no era la primera esposa de Astiages. Su hija Mandana estaba casada con el rey persa Cambises I, rey de Anshan y Susa, desde antes del 576 a. C., cuando el futuro rey Ciro II el Grande nació, por lo que Mandana tuvo que nacer antes, digamos sobre el 590 a. C.
Parece pues inevitable asumir que Astiages tenía otra mujer.
Existe otro argumento para explicar que Arienis no era la primera mujer de Astiages. Su padre empezó a reinar antes del 614 a. C.
Si asumimos que había iniciado su reinado a los treinta, lo cual no es improbable, y que su hijo había nacido cuando él tenía unos 25 años, lo que es posible, tenemos que asumir que Astiages se casó con Arienis a la edad de al menos 34, lo que es muy improbable.
El historiador babilonio Beroso (siglo III a. C.) nos cuenta que tras la caída de Assur, una alianza entre medas y babilonios fue cimentada con otro matrimonio real: el príncipe a la corona babilonia Nabucodonosor II se casó con Amitis, la hija de Astiages. Esto es imposible, porque implica que Astiages tendría al menos cien años cuando fue destronado.

## Astiages, rey
No está claro cuándo fue elegido Astiages rey de los medos. Heródoto nos dice que había reinado durante 35 años cuando fue hecho preso por Ciro. Por un texto cuneiforme conocido por la Crónica de Nabonido, sabemos que esto sucedió en el año 6 del reinado del rey babilonio Nabonido, período que se sitúa entre el 10 de marzo del 550 a. C. y el 28 de marzo del 549 a. C. Contando hacia atrás, llegamos al 585 a. C. como el año de la ascensión al trono por parte de Astiages. Esto no es imposible, aunque debemos asumir que el padre de Astiages, Ciáxares, seguía vivo en el 585 a. C., cuando, como se ha explicado anteriormente, concluyó un tratado con los lidios.
Sin embargo, los años de reinado de los reyes medos mencionados por Heródoto son un poco sospechosos: los 4 reyes reinan exactamente 150 años, por parejas de 75 años. Es obvio que debemos ser cautos, pero hasta ahora, no existe nada que contradiga a Heródoto en el sentido que Astiages reinó desde el 585 a. C. hasta el 550 a. C., mientras que su padre lo hizo desde el 625 a. C. hasta el 585 a. C (a pesar de que existe una inscripción que dice que Astiages fue destronado en el 554 a. C.).

## La historia de Ciro

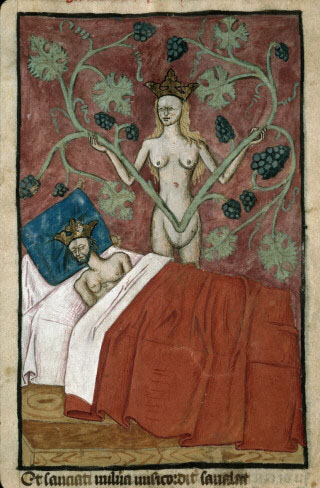
El sueño de Astiages
Miniatura medieval

Según Heródoto, Astiages tuvo un sueño acerca de su nieto Ciro, hijo de Mandana y Cambises I. Astiages tomó este sueño como una diabólica profecía, así que ordenó a su cortesano Harpago asesinar al joven Ciro. Harpago, temiendo manchar su nombre con este infanticidio, secretamente delegó el encargo a un pastor llamado Mitradates. Pero éste, habiendo perdido recientemente a su propio hijo, decidió quedárselo como suyo. Para ello vistió a su verdadero hijo muerto con los ropajes del príncipe y expuso el cuerpo a las fieras del bosque tal y como se le había ordenado hacer con el joven Ciro. El ardid funcionó y Ciro se crio con el pastor.
Pero cuando el joven alcanzó los diez años de edad, se hizo ya evidente que no era el hijo de un pastor. Su comportamiento era demasiado noble, según Heródoto. Por una casualidad Astiages pudo entrevistarse con el niño, e inmediatamente sospechó lo que podía haber pasado al darse cuenta de que el supuesto hijo de pastor se parecía a él mismo. Ordenó a Harpago relatar lo que había sucedido realmente, el cual confesó que no había matado al nieto del rey a pesar de que se le había ordenado hacerlo. Ciro recibió un trato favorable y hasta le fue permitido volver con sus verdaderos padres. Harpago, en cambio, recibió un cruel castigo por su comportamiento. Astiages le invitó a un banquete en el que, entre la comida, estaba escondida la carne de su propio hijo, haciéndoselo saber en el momento oportuno.

## La venganza de Harpago

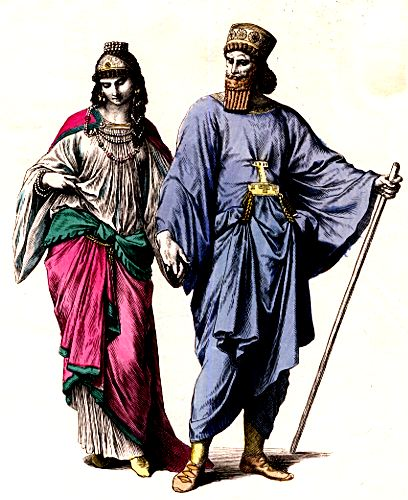
Ropa del antiguo Irán, Dibujos de parejas, Medos, Parejas de pie, La Historia del Traje de Braun & Schneider

Según Heródoto, Harpago estuvo buscando la ocasión para vengarse de la atrocidad cometida por Astiages. Cuando Ciro había alcanzado ya cierta edad, Harpago se las arregló para convencerle de que los medos estaban a punto de rebelarse contra su rey, quien decía se había convertido en un déspota. Ciro organizó una alianza de diez tribus persas y se rebeló. En respuesta Astiages armó a los medos, y cegado por la divina providencia, eligió a Harpago para ser el comandante de su ejército. Desde luego, Harpago no dudó en cambiar de aliados en cuanto pudo. Durante la batalla, que fue librada según una fuente más tardía, Estrabón de Amasia, en Pasargada, los medos se alinearon con los persas. El ejército unificado marchó a la capital Ecbatana y tomó a Astiages, quien fue hecho preso por Ciro.
Probablemente la primera parte de la historia de Ciro es un cuento inventado para explicar la realidad histórica que es la segunda parte: Astiages fue traicionado. Podemos encontrar el mismo desenlace en la Crónica de Nabonido, donde se relata que Ciro tomó oro, plata y todo el botín que pudo, llevándoselo a Anshan.
Es posible que, en el fondo, la causa más fuerte que provocó la rebelión fuera insatisfacción con la política de Astiages. En el siglo VI a. C., las tribus iraníes fueron asentándose cada vez más, y sus líderes ya no eran jefes tribales "primeros entre iguales", sino que empezaron a comportarse como reyes auténticos. Cuando Astiages empezó a castigar a alguno de los otros jefes tribales, la revuelta fue inevitable.
La caída de Astiages no significó el final de la guerra ya que sus antiguos aliados estaban preparados para ayudarle. En el 547 a. C., Creso lanzó una expedición para vengar a su yerno, pero fue derrotado, con lo que Ciro añadía Lidia a sus dominios.
El historiador griego Ctesias, citado por el erudito bizantino Focio, llama a Astiages Astuïgas, lo que es más parecido a la traducción babilonia de su nombre iraní Ištum egu. La variante Astiages significa ‘saqueador de ciudades’ en griego.
| Predecesor: Ciáxares | Rey de Media 585 a. C. — 550 a. C. | Sucesor: Ciro II el Grande (rey de Persia) |